# Tristaniopsis
Genre
Classification phylogénétique
Tristaniopsis est un genre de plantes à fleurss de la famille des Myrtaceae.
Il regroupe 40 espèces de buissons et d'arbres dont l'habitat naturel est en Birmanie, Thaïlande, Malaisie, Nouvelle-Calédonie et Australie.

## Liste des espèces
Treize espèces sont endémiques en Nouvelle-Calédonie:
- Tristaniopsis calobuxus Brongn. & Gris
- Tristaniopsis capitulata Brongn. & Gris
- Tristaniopsis glauca Brongn. & Gris
- Tristaniopsis guillainii Brongn. & Gris
- Tristaniopsis jaffrei J.W. Dawson
- Tristaniopsis lucida J.W. Dawson
- Tristaniopsis macphersonii J.W. Dawson
- Tristaniopsis minutiflora J.W. Dawson
- Tristaniopsis ninndoensis J.W. Dawson
- Tristaniopsis polyandra P.G. Wilson & Waterhouse
- Tristaniopsis reticulata J.W. Dawson
- Tristaniopsis vieillardii Brongn. & Gris
- Tristaniopsis yateensis J.W. Dawson

Trois espèces sont endémiques en Australie:
- Tristaniopsis collina
- Tristaniopsis exiliflora
- Tristaniopsis laurina